# Stanley Tucci
Stanley Tucci   (Peekskill, 11 de novembre de 1960) és un actor estatunidenc. Conegut com a actor de caràcter, ha interpretat una àmplia varietat de papers que van des d'amenaçadors fins a sofisticats, i ha rebut nombrosos reconeixements, incloent-hi sis premis Emmy i dos Globus d'Or, a més de nominacions a un premi de l'Acadèmia, un premi BAFTA i un premi Tony.
Tucci va debutar al cinema amb la pel·lícula Prizzi's Honor (1985), de John Huston, abans de fer papers secundaris en pel·lícules com ara Deconstructing Harry (1997), Road to Perdition (2002) i The Terminal (2004). Va ser nominat a l'Oscar al millor actor secundari per interpretar un veí sinistre a The Lovely Bones (2009). També va actuar a El diable es vesteix de Prada (2006), Julie i Julia (2009), Burlesque (2010), Easy A (2010), Captain America: The First Avenger (2011), Margin Call (2011), la saga de pel·lícules The Hunger Games (2012–2015), les pel·lícules de Transformers (2014–2017), Spotlight (2015), Supernova (2020), Worth (2021) i Conclave (2024). Va debutar com a director amb la comèdia Big Night (1996), que també va coescriure i protagonitzar.
Ha protagonitzat nombroses sèries de televisió com el drama legal Murder One (1995–1997), el drama mèdic 3 lbs (2006), la sèrie limitada de Ryan Murphy, Feud: Bette & Joan (2017) i el drama Limetown (2018). Va interpretar Stanley Kubrick a la pel·lícula de HBO The Life and Death of Peter Sellers (2004). Per la seva interpretació de Walter Winchell a la pel·lícula de HBO Winchell (1998), va rebre el premi Primetime Emmy al millor actor principal en una minisèrie o pel·lícula. Des del 2020, Tucci ha posat la veu a Bitsy Brandenham a la sèrie animada d'Apple TV+ Central Park
Del 2021 al 2022, va presentar la sèrie documental de gastronomia i viatges de la CNN Stanley Tucci: Searching for Italy, per la qual va guanyar dos premis Primetime Emmy consecutius a la millor sèrie de no-ficció presentada . Va ser nominat a un premi Tony al millor actor d'obra de teatre pel seu paper a Frankie and Johnny in the Clair de Lune (2003), i a un premi Grammy per la narració de l'audiollibre The One and Only Shrek! (2008).

## Biografia
Tucci va néixer l'11 de novembre de 1960 a Peekskill, Nova York, i va créixer a la propera Katonah, Nova York. Els seus pares, Joan (de soltera Tropiano), secretària i escriptora, i Stanley Tucci Sr. professor d'art a l'institut Horace Greeley de Chappaqua, Nova York, tots dos d'ascendència italiana, tenen arrels llunyanes a la ciutat de Marzi, a Calàbria, al sud d'Itàlia. Tucci és el més gran de tres fills, inclosa la seva germana, l'actriu Christine Tucci. El guionista Joseph Tropiano és un cosí seu. A principis dels anys setanta, va passar un any vivint a Florència, Itàlia.
Va assistir a l'institut John Jay, a Lewisboro, Nova York, on va jugar als equips de futbol i beisbol, tot i que el seu principal interès residia en el club de teatre de l'escola, on ell i el seu company actor i amic de l'institut, Campbell Scott, fill dels actors George C. Scott i Colleen Dewhurst, van fer actuacions ben rebudes en moltes de les produccions del club de teatre de John Jay. Tucci va estudiar a la Universitat Estatal de Nova York a Purchase, on es va especialitzar en interpretació i es va graduar el 1982. Entre els seus companys de classe a SUNY Purchase hi havia el seu company d'estudis d'interpretació Ving Rhames. Va ser Tucci qui va donar a Rhames, nascut Irving, el sobrenom de "Ving".

## Carrera professional

### 1982–1995: primers papers i debut a Broadway
El 1982, Tucci va obtenir el seu carnet d'Actors' Equity quan l'actriu Colleen Dewhurst, la mare de l'amic de Tucci de l'institut, l'actor Campbell Scott, va organitzar que els dos joves tinguessin papers de soldats en una obra de Broadway en què ella coprotagonitzava, The Queen and the Rebels, que es va estrenar el 30 de setembre de 1982. Per aquesta època, Tucci també va treballar com a model, i el seu treball més destacat va ser un anunci de televisió per als texans Levi's 501. El 1985, Tucci va debutar al cinema com a soldat a la pel·lícula de comèdia negra i criminal Prizzi's Honor de John Huston, protagonitzada per Jack Nicholson i Kathleen Turner. Durant aquest període, Tucci va interpretar papers menors i secundaris en diverses pel·lícules, com ara la pel·lícula de terror psicològic Monkey Shines (1988), la comèdia dramàtica Slaves of New York (1989) i la comèdia Fear, Anxiety & Depression (1989).
El 1991, va actuar a la pel·lícula biogràfica Billy Bathgate, protagonitzada per Dustin Hoffman i Nicole Kidman. Aquí, Tucci va interpretar el mafiós Lucky Luciano. Aquell mateix any va interpretar el paper d'Scapino al Yale Repertory Theatre a Scapin de Molière. El 1992, Tucci va actuar a la comèdia familiar Beethoven i a la fantasia romàntica Prelude to a Kiss. La primera va generar una franquícia amb el mateix nom a causa de l'èxit de la pel·lícula de 1992. Tucci va continuar fent papers en pel·lícules com el thriller legal The Pelican Brief (1993) protagonitzat per Denzel Washington i Julia Roberts, i la comèdia romàntica It Could Happen to You (1994) amb Nicolas Cage i Bridget Fonda. De 1995 a 1996, Tucci va protagonitzar la sèrie de televisió Murder One com el misteriós Richard Cross. Tucci va rebre la seva primera nominació als Premis Primetime Emmy per la seva actuació a la sèrie, concretament com a Millor Actor Secundari en una Sèrie Dramàtica. Després d'uns índexs d'audiència decebedors, l'ABC va decidir renovar la sèrie, cosa que va provocar l'expulsió de Tucci.

### 1996–2005: debut com a director i altres papers
El 1996, Tucci va coescriure i codirigir la pel·lícula de comèdia dramàtica Big Night. Tucci va protagonitzar la pel·lícula al costat de Tony Shalhoub, va coescriure el guió amb el seu cosí Joseph Tropiano i la va dirigir amb el seu amic Campbell Scott. La pel·lícula es va estrenar al Festival de Cinema de Sundance, on va ser nominada al "Gran Premi del Jurat". Tucci i Tropiano van guanyar el premi Independent Spirit al millor primer guió per escriure el guió de la pel·lícula. A la pel·lícula també hi van participar la seva germana Christine i la seva mare, que va escriure un llibre de cuina per a la pel·lícula. La pel·lícula també va ser protagonitzada per Minnie Driver, Isabella Rossellini, Ian Holm i Allison Janney. El crític Roger Ebert va elogiar la pel·lícula escrivint: "Fins a cert punt, aquesta pel·lícula ha de representar un descans per a [Tucci]: Ha participat en bones pel·lícules abans, però no prou... Ara, aquí teniu la seva obra feta amb amor. El seu risotto perfecte. Inclouen just el que cal i res més."
Aquell mateix any, Tucci també va actuar al drama independent The Daytrippers, escrit i dirigit per Greg Mottola. La pel·lícula també va estar protagonitzada per Hope Davis, Liev Schreiber i Parker Posey. L'any següent, va aparèixer a la comèdia de Woody Allen, Deconstructing Harry, que va rebre una nominació a l'Oscar al millor guió original. El 1998, Tucci va escriure, dirigir, coproduir i protagonitzar la pel·lícula de comèdia The Impostors. La pel·lícula estava protagonitzada per Tucci i Oliver Platt, que interpreten Laurel i Hardy com a còmics que passen per dificultats a la dècada del 1930. La pel·lícula es va estrenar al Festival de Cinema de Cannes de 1998, on va rebre crítiques positives. Poc després, Tucci va protagonitzar la pel·lícula biogràfica per a televisió d'HBO Winchell (1998), en què Tucci va interpretar el columnista Walter Winchell. Per la seva interpretació de Winchell, Tucci va guanyar el Premi Primetime Emmy al millor actor principal en una sèrie limitada o pel·lícula i el Globus d'Or al millor actor en minisèrie o telepel·lícula. Tucci també va rebre una nominació als Screen Actors Guild Awards per la seva actuació a la pel·lícula.
El 1999, va interpretar Robin Goodfellow/Puck a l'adaptació de Michael Hoffman de Somni d'una nit d'estiu. L'any 2000, Tucci va dirigir, produir i protagonitzar la pel·lícula dramàtica Joe Gould's Secret, basada en un assaig biogràfic de 1964 sobre Gould escrit pel periodista de The New Yorker, Joseph Mitchell. El 2001, Tucci va protagonitzar Adolf Eichmann a la pel·lícula bèl·lica de la HBO Conspiracy. El projecte també va comptar amb la participació de Kenneth Branagh i Colin Firth. Per la seva interpretació d'Eichmann, Tucci va guanyar un altre Globus d'Or al millor actor en minisèrie o telepel·lícula. La pel·lícula va ser aclamada per la crítica i va guanyar un premi Peabody.
El 2002, Tucci va tornar als escenaris protagonitzant la reposició de Frankie and Johnny in the Clair de Lune, de Terrence McNally . Tucci va rebre una nominació al Premi Tony al Millor Actor en una Obra de Teatre per la seva actuació a l'obra. També el 2002, va protagonitzar Road to Perdition, de Sam Mendes, al costat de Tom Hanks. La pel·lícula va recaptar 181 milions de dòlars a taquilla i va rebre sis nominacions als premis de l'Acadèmia. Es va retrobar amb Hanks a The Terminal (2004), de Steven Spielberg. Aquell mateix any, Tucci va aparèixer a Shall We Dance (2004). Tucci també va interpretar Stanley Kubrick a la pel·lícula de televisió de HBO, The Life and Death of Peter Sellers (2004). També va ser un convidat en un episodi de Frasier. També aquell any, Caedmon Audio va publicar un audiollibre de Tucci llegint la novel·la de Kurt Vonnegut de 1973 Breakfast of Champions. El 2005, Tucci va tenir el seu primer paper de veu a la pel·lícula d'animació Robots, que compta amb les veus d'altres actors notables com ara Ewan McGregor, Halle Berry i Robin Williams.

### 2006–2010: treball amb Meryl Streep i aclamació

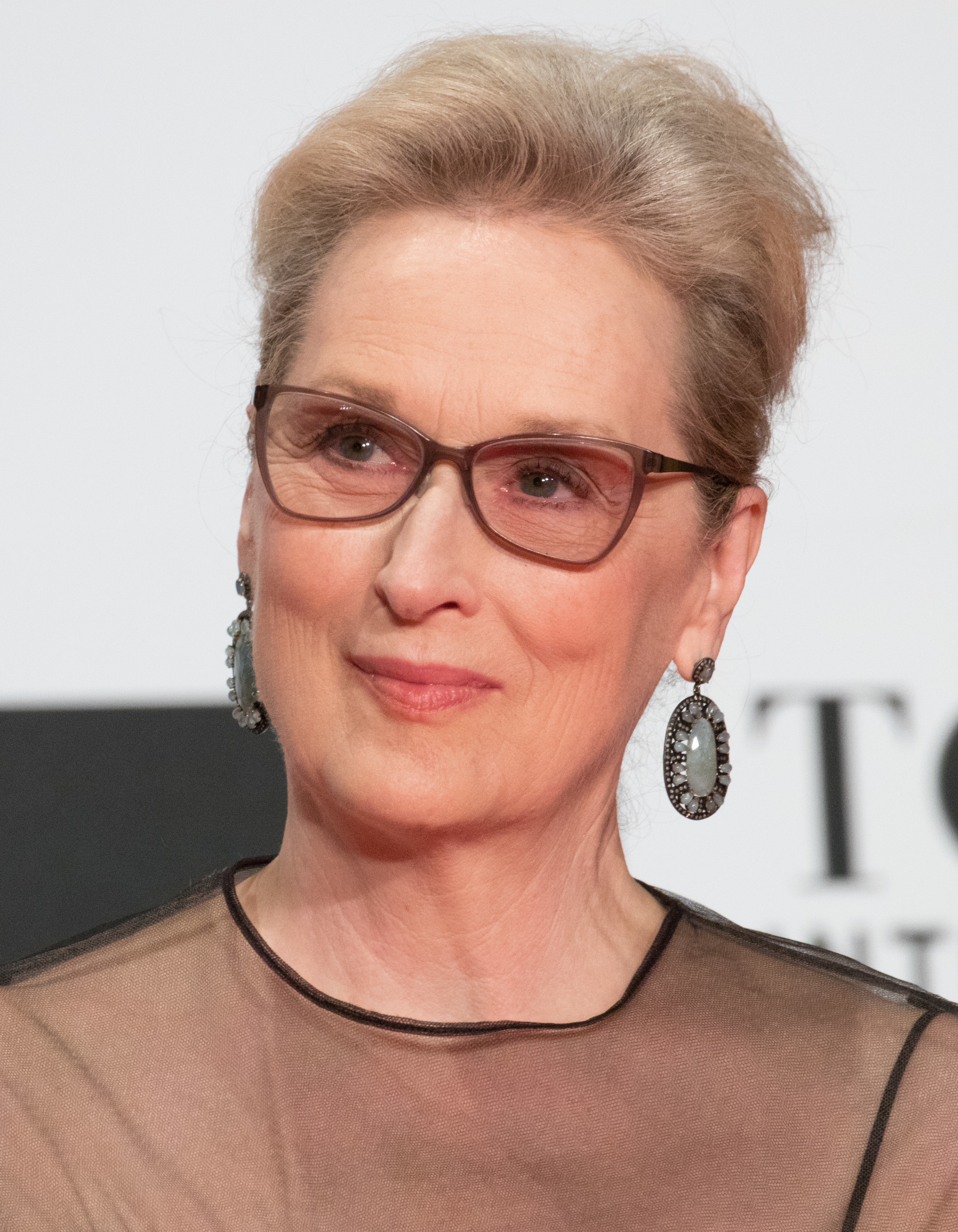
Tucci va actuar al costat de Meryl Streep a El diable es vesteix de Prada (2006) i Julie i Julia (2009)

El 2006, Tucci va tenir un paper important a la pel·lícula de comèdia El diable es vesteix de Prada, al costat de Meryl Streep, Anne Hathaway i Emily Blunt. Tucci interpreta Nigel Kipling, un confident lleial de Miranda Priestly (Streep). La pel·lícula va ser un paper destacat per a ell, amb AO Scott de The New York Times declarant: "El Sr. Tucci mai ha estat millor". La pel·lícula va ser la més taquillera de Tucci fins a Captain America: The First Avenger el 2011. També el 2006, Tucci va aparèixer a la sèrie de televisió Monk, per la qual va guanyar el premi Primetime Emmy al millor actor convidat en una sèrie de comèdia. Tucci va tornar a la televisió protagonitzant la sèrie dramàtica 3 lbs, que es va estrenar el 14 de novembre de 2006. No obstant això, a causa de les baixes audiències, la CBS va cancel·lar la sèrie. L'any següent, Tucci va tornar a aparèixer a la sèrie dramàtica mèdica ER. Per la seva actuació a ER, Tucci va ser nominat al Premi Primetime Emmy al millor actor convidat en una sèrie dramàtica. Va ser nominat a un premi Grammy per la narració de l'audiollibre The One and Only Shrek! (2008).
El 2009, Tucci va interpretar George Harvey, un assassí en sèrie de noies joves, a The Lovely Bones, protagonitzada per Saoirse Ronan. La pel·lícula, l'adaptació de Peter Jackson de la novel·la d'Alice Sebold, va obtenir nominacions als premis Tucci de l'Acadèmia i al Globus d'Or al millor actor secundari. Per preparar-se per al paper, va consultar amb el perfilador jubilat de l'FBI John Douglas. També el 2009, Tucci es va reunir amb Meryl Streep a la comèdia biogràfica Julie & Julia, de Nora Ephron. A la pel·lícula, Tucci va interpretar Paul Child, el marit de Julia Child (Streep). Van ser elogiats per la seva química a la pantalla, i Peter Travers, de Rolling Stone, va declarar: "Tucci i Streep són màgics junts, creant el retrat d'un matrimoni poc convencional que mereix la seva pròpia pel·lícula".
L'any següent, Tucci va dirigir una reposició de l'obra de Ken Ludwig "Lend Me a Tenor" a Broadway, protagonitzada per Tony Shalhoub. A més, Tucci va tenir un paper secundari a la pel·lícula de comèdia romàntica sobre el pas a l'edat adulta Easy A (2010) protagonitzada per Emma Stone. Tucci i Patricia Clarkson van interpretar els seus pares tranquils i divertits a la pel·lícula. Aquell mateix any, Tucci va protagonitzar al costat de Cher i Christina Aguilera Burlesque. L'any següent, Tucci va interpretar el Dr. Abraham Erskine a la pel·lícula de l'Univers Cinematogràfic Marvel Captain America: The First Avenger (2011), protagonitzada per Chris Evans.

### 2011–2019: funcions de franquícia i altres treballs

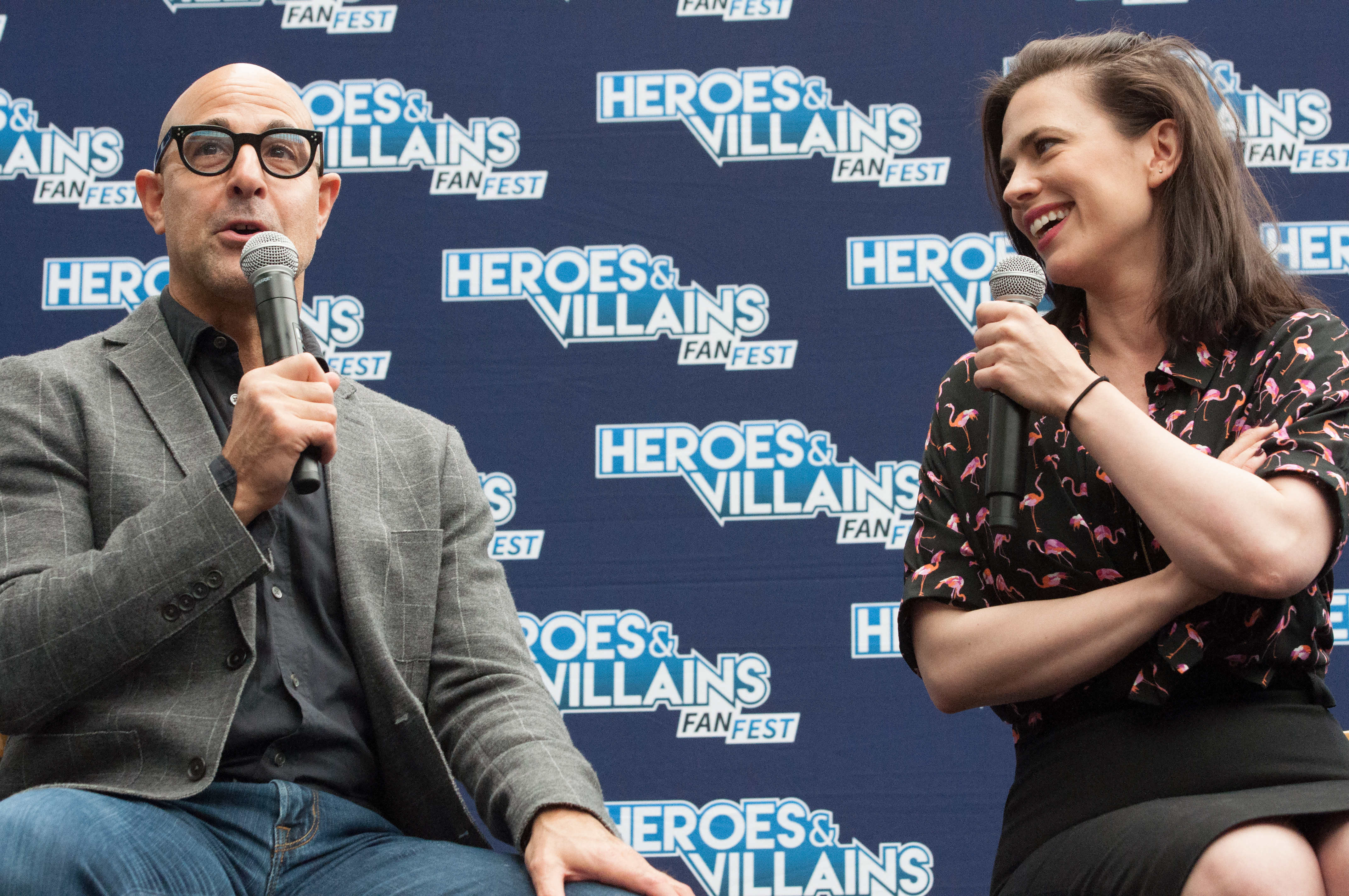
Tucci amb Hayley Atwell a Londres el 2017

El 2011, Tucci va interpretar el paper d'Eric Dale a la pel·lícula dramàtica Margin Call, dirigida per JC Chandor, protagonitzada per Kevin Spacey, Jeremy Irons, Demi Moore i Zachary Quinto. La pel·lícula es va estrenar al Festival de Cinema de Sundance, on va obtenir elogis de la crítica i més tard una nominació al Premi de l'Acadèmia al Millor Guió Original. A la tardor del 2012, Tucci va publicar el seu primer llibre de cuina titulat The Tucci Cookbook. Tucci també era copropietari del restaurant Finch Tavern a Croton Falls, Nova York. Va interpretar Henry Warren Chang a l'episodi de 30 Rock "Alexis Goodlooking and the Case of the Missing Whisky" el 2012.
Del 2012 al 2015, Tucci va interpretar Caesar Flickerman a The Hunger Games (2012) i les seves seqüeles The Hunger Games: Catching Fire (2013), The Hunger Games: Mockingjay – Part 1 (2014) i The Hunger Games: Mockingjay – Part 2 (2015). El 2013, Tucci va interpretar el paper del déu grec Dionís a Percy Jackson: Sea of Monsters. A més, el 2013, va prestar la seva veu a un episodi de la sèrie animada American Dad!. Durant aquest temps, Tucci va interpretar el CEO Joshua Joyce a Transformers: Age of Extinction (2014). El mateix any, va posar la veu a Leonardo da Vinci a la pel·lícula d'animació Mr. Peabody & Sherman i va tenir un cameo a Muppets Most Wanted.
Del 2014 al 2020, va tenir un paper recurrent donant veu al personatge Herb Kazzaz a la sèrie animada BoJack Horseman. Tucci va interpretar Felip I, duc d'Orleans, al drama romàntic biogràfic i de vestuari d'Alan Rickman A Little Chaos, protagonitzat per Kate Winslet. L'any següent, Tucci va interpretar Mitchell Garabedian, un advocat que representava víctimes d'abús sexual a la pel·lícula biogràfica Spotlight. La pel·lícula va ser dirigida per Tom McCarthy i protagonitzada per Michael Keaton, Mark Ruffalo, Rachel McAdams, John Slattery i Liev Schreiber. La pel·lícula va rebre crítiques molt favorables, i Geoffrey Mcnab, de The Independent, va escriure: "Spotlight és una pel·lícula a l'antiga que explica la seva història d'una manera minuciosa i completament absorbent. És el tipus de pel·lícula que podríeu imaginar a Henry Fonda o James Stewart protagonitzant com a herois periodístics decents i íntegres que es neguen a renunciar a la seva història davant de considerables dificultats i intimidació". La pel·lícula va guanyar el premi de l'Acadèmia a la millor pel·lícula, així com el premi de l'Acadèmia al millor guió original. També el 2015, Tucci va protagonitzar la sèrie britànica Fortitude com a DCI Eugene Morton.
El 2017, Tucci va escriure i dirigir la pel·lícula dramàtica Final Portrait. El mateix any, Tucci va interpretar el paper del compositor Maestro Cadenza a l'adaptació d'acció real de La Bella i la Bèstia de Disney, coprotagonitzada per Emma Watson i Dan Stevens . Tucci també va tornar a la saga de pel·lícules Transformers interpretant Merlí a Transformers: L'últim cavaller. A més, Tucci va interpretar el marit de Dame Fiona Maye, una jutgessa de l'Alt Tribunal Britànic, al costat d'Emma Thompson a The Children Act (2017), basada en el llibre homònim d'Ian McEwan. A més, el 2017, Tucci va protagonitzar la minisèrie Feud com a cap d'estudi de Warner Bros., Jack L. Warner. Feud va rebre elogis de la crítica i Tucci va rebre una nominació al Premi Primetime Emmy al millor actor secundari en una sèrie limitada o pel·lícula . El 2018, Tucci va protagonitzar les pel·lícules independents Patient Zero, A Private War i Night Hunter . El 2019, Tucci va protagonitzar la sèrie dramàtica Limetown, basada en el podcast del mateix nom. Facebook va cancel·lar la sèrie després que s'hagués emès una temporada. El mateix any, Tucci va protagonitzar la pel·lícula de terror The Silence.

### 2020–present
El 2020, Tucci va començar a posar veu al personatge de Bitsy Brandenham a la sèrie animada Central Park. La sèrie va rebre una comanda de dues temporades d'Apple Inc., i cada temporada constaria de 13 episodis cadascuna. La sèrie es va estrenar el 29 de maig de 2020. El mateix any, Tucci va narrar la sèrie The California Century, sobre personatges notables de la història de Califòrnia explicada des del punt de vista d'un guionista. El 2020, Tucci va protagonitzar la pel·lícula dramàtica britànica Supernova al costat de Colin Firth. La pel·lícula explora la relació entre una parella interpretada per Tucci i Firth quan un d'ells sucumbeix a una demència d'aparició precoç. La pel·lícula es va estrenar al Festival Internacional de Cinema de Sant Sebastià i des de llavors ha rebut elogis de la crítica. Guy Lodge, crític de Variety, va escriure sobre la seva química:
| «            | Firth i Tucci són uns actors tan fidels que no solem donar gaire importància a la seva presència al cinema actual: gairebé invariablement, compleixen les nostres expectatives sobre la seva refinada serietat. Però hi ha alguna cosa encantadora i sorprenent en el que treuen l'un de l'altre aquí, ja que es complementen i reflecteixen la brusquedat, l'evasivitat i les ocasionals mostres de tendresa de la manera que ho fan les parelles de llarga durada. | » |
| — Guy Lodge, | |   |

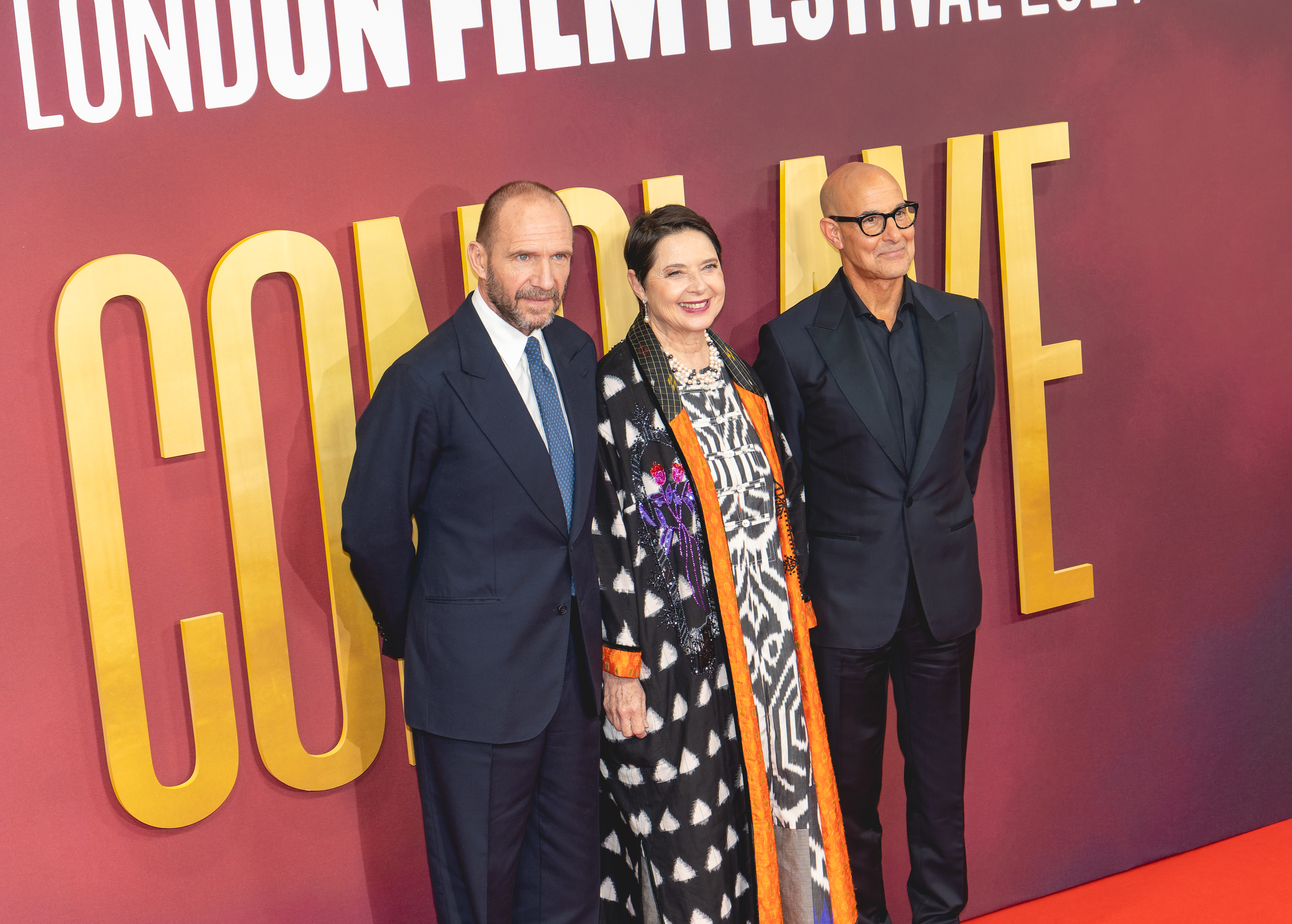
Tucci al costat de Ralph Fiennes i Isabella Rossellini a l'estrena de Conclave el 2024

El 2021, Tucci va presentar la sèrie de viatges culinaris Stanley Tucci: Searching for Italy, una sèrie original de la CNN de sis parts que segueix l'actor en una gira gastronòmica per Itàlia. La sèrie va rebre dues nominacions als Premis Primetime Emmy, inclosa una a la Millor Sèrie de No Ficció Presentada, i es va renovar per a una segona temporada que s'emetrà el 2022. Caroline Framke, de Variety, va elogiar la sèrie escrivint: "És exactament l'escenari pintoresc que podríeu esperar i desitjar d'una sèrie de viatges presentada per Tucci, una presència extraordinàriament encantadora que coneix i estima el menjar italià".
Tucci va actuar en el paper principal a la sèrie de thriller Inside Man (2022) de la BBC One. La sèrie va ser creada per Steven Moffat i també va estar protagonitzada per David Tennant. Al setembre, Tucci va ser escollit com a productor guanyador d'un Grammy Clive Davis a Whitney Houston: I Wanna Dance with Somebody (2022), una pel·lícula biogràfica sobre Whitney Houston. El 2023, Tucci va actuar a la sèrie Citadel d'Amazon Prime Video, protagonitzada per Priyanka Chopra i Richard Madden. El 2024, Tucci va tenir un paper important a la pel·lícula Conclave d'Edward Berger al costat de Ralph Fiennes, que es va estrenar al 51è Festival de Cinema de Telluride.

## Vida personal

### Matrimonis i família

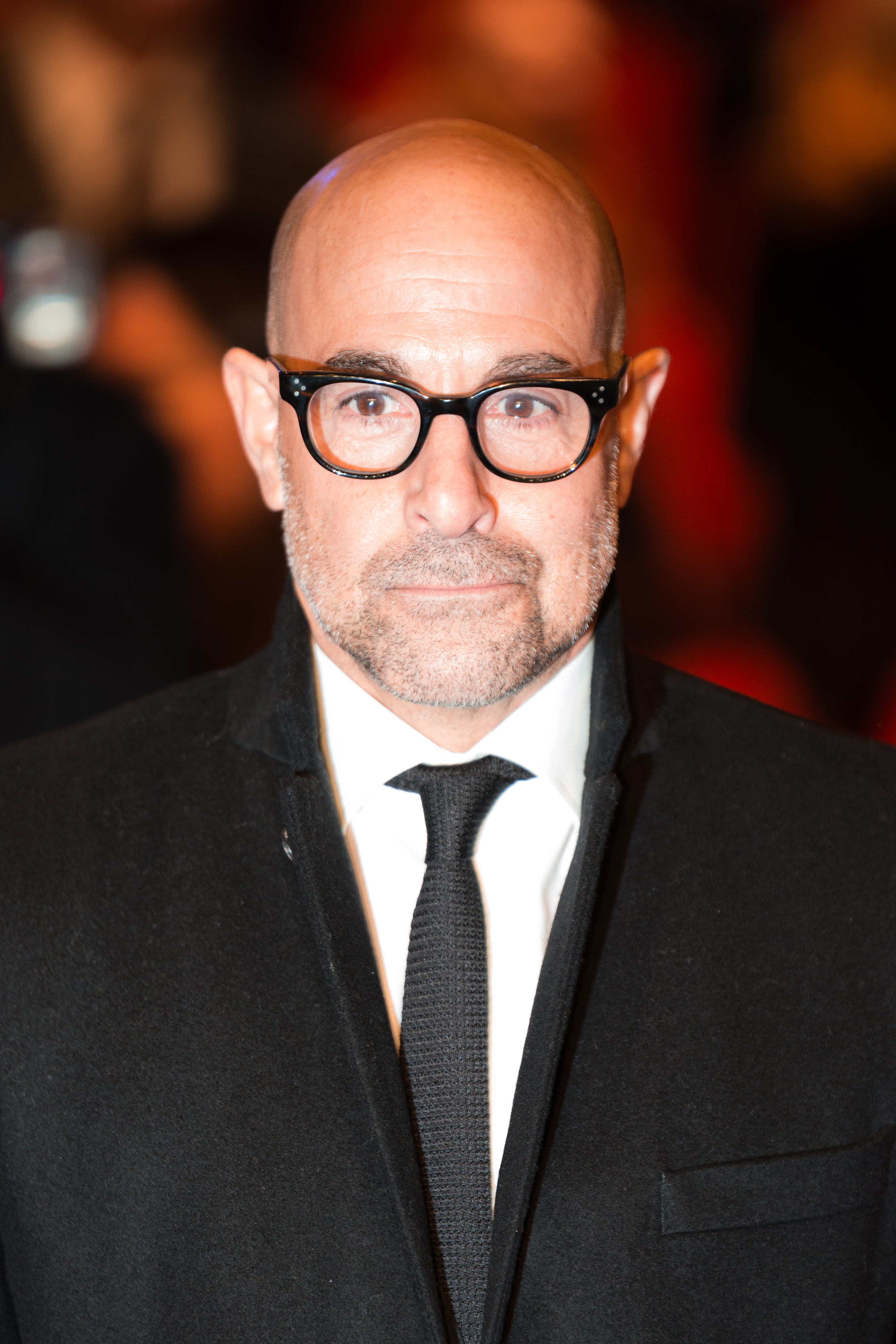
Tucci el 2017

Tucci es va casar amb Kathryn Spath (nascuda el 1962, morta el 2009) el 1995. Era treballadora social, exesposa de l'actor i director d'escena Alexander R. Scott, i excunyada de Campbell Scott, un amic de l'institut de Tucci. Van tenir tres fills junts. La parella també va criar els dos fills de Kathryn del seu matrimoni anterior. Tucci va tenir una aventura el 2002 amb l'actriu Edie Falco, amb qui actuava a Broadway a l'obra Frankie and Johnny in the Clair de Lune de Terrence McNally, però l'aventura va acabar i va tornar amb la seva dona i els seus fills. Spath va morir de càncer de mama el 2009, als 47 anys.
El 2010, Tucci va conèixer Felicity Blunt (nascuda el 1981), una agent literària britànica del Curtis Brown Group, al casament de l'actor John Krasinski amb la germana de Felicity, l'actriu britànica Emily Blunt. Tucci i Felicity es van prometre el 2011 i es van casar en una cerimònia civil l'estiu del 2012, seguida d'una celebració més gran al Middle Temple Hall de Londres el 29 de setembre de 2012. Tenen un fill i una filla.

### Obra benèfica
El 12 de setembre de 2016, Tucci, juntament amb altres celebritats, va aparèixer en un vídeo de l'agència de refugiats de les Nacions Unides, ACNUR, per ajudar a conscienciar sobre la crisi mundial de refugiats. El vídeo, titulat "What They Took With Them" (Què es van endur amb ells), mostra els actors llegint un poema, escrit per Jenifer Toksvig i inspirat en relats primaris de refugiats, i forma part de la campanya #WithRefugees (Amb els refugiats) de l'ACNUR, que també inclou una petició als governs perquè ampliïn l'asil per proporcionar més refugi, integrar oportunitats laborals i educació.
El 21 de maig de 2021, Tucci va rebre un Doctorat Honoris Causa en Lletres Humanes de la Universitat Americana de Roma, a Roma, Itàlia, per la seva contribució de tota la vida a les arts i les humanitats.

### Problemes de salut
El setembre de 2021, Tucci va revelar que li havien diagnosticat càncer orofaringi tres anys abans. Havia rebut tractament (quimioteràpia i radioteràpia) després que li trobessin un tumor a la base de la llengua, i va dir que era poc probable que el tumor tornés. El novembre de 2022, va dir que encara hi ha alguns aliments que no pot menjar, a causa del seu càncer.
A l'octubre de 2021 es van publicar les seves memòries Taste: My Life Through Food, que descriuen el seu encontre amb el càncer i el seu amor pel menjar. Les memòries van estar a la llista dels més venuts del New York Times durant 16 setmanes, fins al 13 de febrer de 2022.

## Obres publicades
- Tucci, Stanley. The Tucci Cookbook.  Gallery Books, October 9, 2012. ISBN 978-1451661255.[62]
- Tucci, Stanley. The Tucci Table: Cooking With Family and Friends.  Gallery Books, 2014. ISBN 978-1476738567.
- Tucci, Stanley. Taste: My Life Through Food.  Gallery Books, October 5, 2021. ISBN 978-1982168018.[60]
- Tucci, Stanley (October 15, 2024). What I Ate in One Year. Gallery Books. ISBN 978-1-6680-5568-7ISBN 978-1-6680-5568-7.[63]